# I Don't Need a Man
"I Don't Need a Man" är en singel från den sydkoreanska musikgruppen Miss A. Den gavs ut den 15 oktober 2012 för digital nedladdning tillsammans med gruppens EP-skiva Independent Women Part III. Den tillhörande musikvideon hade i februari 2013 fler än 8,5 miljoner visningar på Youtube. Låten debuterade på tredje plats på Gaon Chart den 20 oktober 2012.

## Spårlista
| 1. | I Don't Need a Man | 3:30 |

## Listplaceringar
| Lista                 | Topplacering |
| --------------------- | ------------ |
| Sydkorea (Gaon Chart) | 3            |